# クリスティーナ・エゲルセギ
クリスティーナ・エゲルセギ（Krisztina Egerszegi (Egerszegi Krisztina), [ˈkristinɒ ˈɛɡɛrsɛɡi], 1974年8月16日 - ）は、ハンガリー、ブダペスト出身の女子競泳選手でハンガリー語ではエゲルセギ・クリスティナである。

## 経歴
エゲルセギは14歳で出場したソウルオリンピックで200m背泳ぎで金メダルを獲得、これは当時北村久寿雄が持っていた競泳の最年少金メダリストの記録を更新するものであった（のちに日本の岩崎恭子が更新）。続くバルセロナオリンピックでは100m、200m背泳ぎ、400m個人メドレーの3種目で金メダルを獲得した。
さらにアトランタオリンピックでは200m背泳ぎで金メダル、400m個人メドレーでも銅メダルを獲得し3大会で合計5個の金メダルを獲得した。エゲルセギは、リレーを除く個人競技だけで近年のオリンピックでは競泳で数多くの金メダルを獲得した選手の1人である。
また特に、200m背泳ぎにて競泳では珍しい同一種目3連覇を達成した（競泳の同一種目3連覇は、メルボルン・ローマ・1964年東京オリンピック女子100m自由形3連覇のドーン・フレーザーに次ぐ史上2人目となった。）。